# Nhamundá (kommun)
Nhamundá är en kommun i Brasilien.   Den ligger i delstaten Amazonas, i den norra delen av landet, 1 900 km nordväst om huvudstaden Brasília. Antalet invånare är 18 278.
Följande samhällen finns i Nhamundá:
- Nhamundá

I omgivningarna runt Nhamundá växer i huvudsak städsegrön lövskog. Trakten runt Nhamundá är nära nog obefolkad, med mindre än två invånare per kvadratkilometer.